# 抢垦乡
抢垦乡，是中华人民共和国黑龙江省七台河市勃利县下辖的一个乡镇级行政单位。

## 行政区划
抢垦乡下辖以下地区：
抢垦村、原发村、三兴村、福利村、前进村、前程村和三合村。